# 舞乃空
舞乃空（まのあ、2005年3月22日 - ）は、日本の歌手、YouTuber。大阪府藤井寺市出身。所属事務所はサンミュージック。所属レーベルは日本クラウン。

## 来歴・人物
- 2022年11月1日 サンミュージックに所属。舞乃空として活動することを発表。
- 2023年11月11日、地元の大阪・藤井寺市民会館（パープルホール）にて、『舞乃空ファーストコンサート ～まのあZOO Vol.1』を開催した[3]。

- 「ジョブチューン×コートダジュール・スーパーカラオケグランプリ」グループ&キッズ部門グランプリ
- 「全日本カラオケ王座決定戦2014」歌唱賞
- 「あべのハルカスキッズヴォーカルコンテスト」優勝
- 「高島屋ココロ、オドル。ヴォーカルコンテスト」準優勝
- 「天保山キッズボーカルコンテスト」準優勝（デュオ）
- 「第31回日本大衆音楽祭」チャイルド部門トップ
- 「日本カラオケボックス大賞2015」大阪代表
- 「天王寺ミオMIO MUSIC2015」ジュニア部門グランプリ
- 2023年2月16日に堀越高等学校を卒業。鈴木福[4]、進藤あまね[5]は高校の同級生である。
- 2024年7月より田中あいみ、梅谷心愛と共にボーカルユニット「3人娘Z」のメンバーとして活動。

## プロフィール
- 血液型：O型
- 出身地：大阪府
- 趣味：歌うこと　愛犬のトリミング　乗馬　映画・ドラマ・アニメ観賞　動物との触れ合い
- 特技：一輪車（永遠に乗れます）　老若男女誰とでも仲良くできる
- 資格：乗馬技能認定5級　原付免許
- 好きな食べ物：トマト・ローストビーフ・生ハム・タン塩・ラーメン
- 舞乃空という名前は本名。舞の海に似た名前ということもあって「よくお相撲さんの四股名みたいだと言われる」とのことである[6]。

## 出演

### イベント
- ユニバーサルシティウォーク・Song Whiz Fantasy
- 弁天町 ORC200・歌姫ライヴ

## ディスコグラフィ

### シングル
| 発売日        | タイトル | 収録曲 | 品番      |
| ------------- | -------- | --- | --------- |
| 2023年2月8日  | うたかた | 全４曲 1. うたかた 2. 春凪 3. うたかた(Inst.) 4. 春凪(Inst.)                                                             | CRCN-8544 |
| 2023年8月2日  | 約束     | 全４曲 1. 約束 2. 帰ろう 3. 約束 (オリジナル・カラオケ) 4. 帰ろう (オリジナル・カラオケ)                                 | CRCN-8587 |
| 2024年9月11日 | とまり木 | 全４曲 1. とまり木 2. 幸せになって下さい 3. とまり木 (オリジナル・カラオケ) 4. 幸せになって下さい (オリジナル・カラオケ) | CRCN-8691 |